# Philibert Aspairt
Philibert Aspairt (ou plutôt Asper(t)) est un homme mort dans les carrières de Paris après s'y être perdu début novembre 1793. On ne retrouva son corps qu'en avril 1804.
Son tombeau se trouve dans le Grand réseau sud, sous la rue Henri Barbusse (5e arrondissement). Les cataphiles le considèrent comme leur saint patron et le célèbrent le 3 novembre, jour anniversaire de sa disparition.

## Disparition et découverte
Sous la Révolution, Philibert Aspert est employé à l'abbaye du Val-de-Grâce tout juste  désaffectée pour être ultérieurement convertie en hôpital militaire. La tradition orale le dit portier. Le 3 novembre 1793 au soir, il emprunte un escalier situé dans la cour et, lanterne à la main, s'enfonce sous terre. Veut-il gagner les caves des Chartreux, qui s'étendent sous le jardin du Luxembourg, pour faire main basse sur quelques bonnes bouteilles de liqueur ?[Interprétation personnelle ?] Il se perd dans les carrières et nul ne le verra plus. En pleine tourmente révolutionnaire, sa disparition n'attire guère l'attention.
Une équipe descendue cartographier le sous-sol retrouve son corps dix ans et demi plus tard, en avril 1804. On l'identifie grâce à son trousseau de clefs et sa ceinture de cuir. Il est enterré sur place. Ornée de deux acrotères dans le goût antiquisant de l'époque, la stèle de son tombeau porte cette épitaphe :
A [sic] LA MÉMOIRE

DE PHILIBERT ASPAIRT

PERDU DANS CETTE

CARRIÈRE LE III NOVBRE

MDCCXCIII RETROUVÉ

ONZE ANS APRÈS ET

INHUMÉ EN LA MÈME [sic] PLACE

LE XXX AVRIL MDCCCIV.
La tombe avec sa stèle est encore visible au XXIe siècle. Selon Pierre Léonce Imbert, auteur d'un ouvrage sur les catacombes de Paris, édité en 1867, la tombe est située à la limite des carrières du Val-de-Grâce, au début de la rue d'Enfer (actuelle rue Henri-Barbusse), non loin de la rue de l'Abbé-de-l'Épée.

## Preuves historiques
L'existence de Philibert Aspairt a suscité des interrogations. Ses nom et prénom qui riment et se prêtent au calembour (« Philibert, y s'perd… ») ont longtemps fait croire à un personnage imaginaire.
Pourtant, deux documents attestent l'état civil d'un Philibert Asper(t) né en Auvergne en 1732, disparu en 1793 et dont le corps fut retrouvé dans les carrières parisiennes en 1804 :
- aux archives de Paris, un acte de décès reconstitué[4] dont voici la transcription littérale :

« N° 4.

ÉTAT CIVIL.

Reg(istre) 57

N° 389

PRÉFECTURE DU DÉPARTEMENT DE LA SEINE.

VILLE DE PARIS.

12e mairie

Extrait du Registre des Actes de 

Décès de l’an douze.

Division de L'observatoire

Du Vingt huit floréal an douze à une heure de Relevée

Acte de Décès de Philibert Asper, carrier Agé

de Soixante deux ans né à Salmeranges départeme(nt)

du puy de dôme demeurant à paris Rue St Jacques no 129

dite Division, Marié à Elisabeth Millard Sa Veuve

trouvé Mort dans les carrières, Sous la Rue D’Enfer Le

douze floréal présent mois, heure de midi, Suivant le procês

Verbal dressé le dit Jour par charles Daubanel

commissaire de police de la division du Luxembourg Ledit

Asper disparu de la maison, depuis dix a douze ans, ainsi

qu’il est plus au long constaté au procès Verbal dressé le

dit Jour douze floréal présent mois et an par le dit

commissaire de police, de la dite Division du Luxembourg

En conséquence du quel Extrait (qui) nous a été remis par

Jean Marie françois Dupont Employé demeurant

Rue St Jacques no 176 division de L’observatoire, Etranger

du Defunt Lequel à Signé pardevant nous Maire du

douzième Arrondissement de paris, Soussigné Lecture faite du

dit Acte //.

Signé Dupont et Collette Maire

delivré conforme au Registre

A paris le deux janvier mil

.../...

huit cent treize

vu D // Poulin adj(oint) »
- aux archives départementales du Puy-de-Dôme, dans l'état civil de la commune de Ravel nommée Ravel-Salmerange de l'an II à 1822, l'acte de baptême du 13 avril 1732 de philibert aspert fils legitime a françois et a marie Cierge, né le même jour[5].

### Acte de décès
L'acte de décès a été reconstitué après la destruction de l'état civil parisien en mai 1871. Il appartient à la « série A », créée « par production d’extraits authentiques érigés au rang d’originaux ». C'est l'hôpital de la Salpêtrière qui a déposé, le 20 septembre 1873, une copie délivrée le 2 janvier 1813 par la mairie de l'ancien 12e arrondissement ; l'acte a été admis trois jours plus tard par la 2e section de la commission de reconstitution.
Une incohérence de dates apparaît entre la fiche alphabétique et la sous-chemise contenant l'acte, qui mentionnent un décès du 12 floréal an XII (= 2 mai 1804), et l'acte lui-même, dressé le 28 floréal an XII (= 18 mai 1804). En remplissant les deux premières, l'employé aux écritures s'est manifestement concentré sur le nombre 12 (qui désigne à la fois l'arrondissement et l'année républicaine inscrits dans le corps du texte) et l'a indûment noté comme quantième du mois.
Le procès verbal d'enquête policière mentionné dans l'acte de décès renseignerait utilement sur les circonstances de la mort. Il a disparu le 24 mai 1871, pendant l'incendie de la Préfecture de police allumé par les Communards.

Acte de décès de Philibert Asper (Archives de Paris, tous droits réservés)
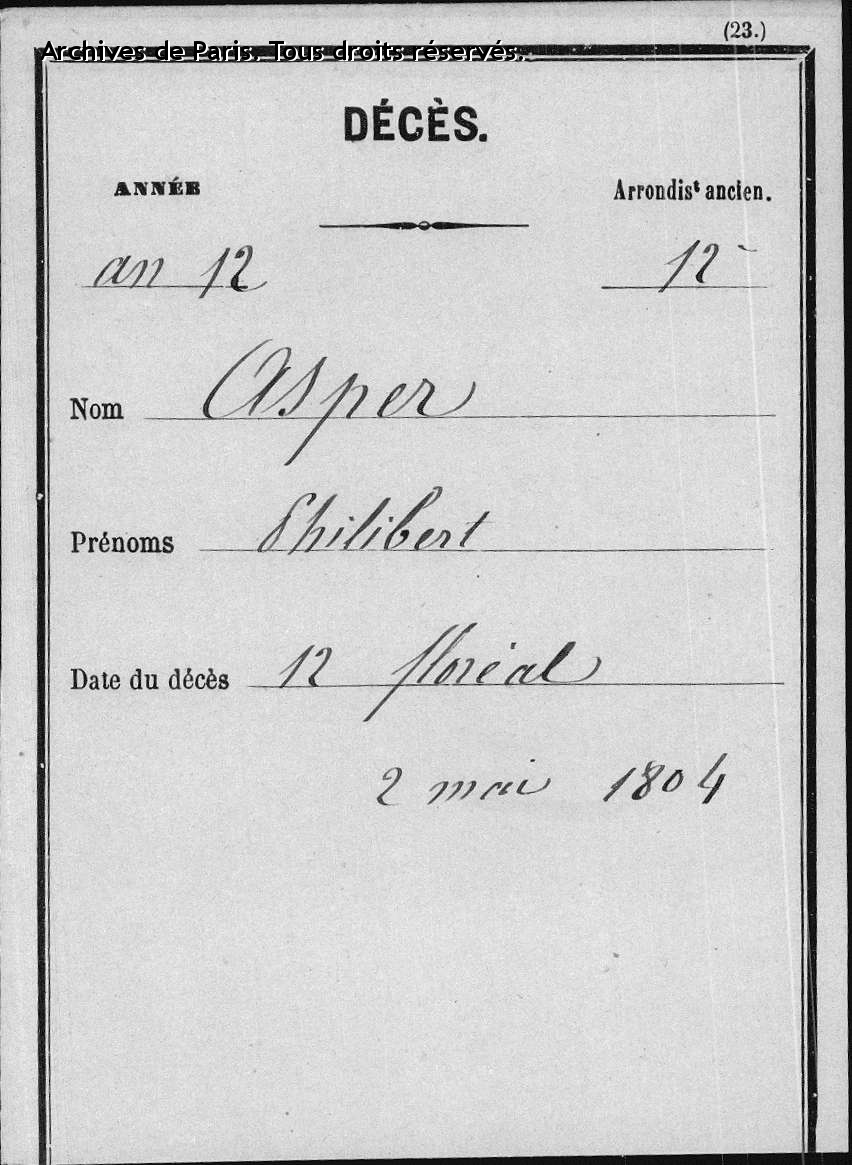
Fiche alphabétique.
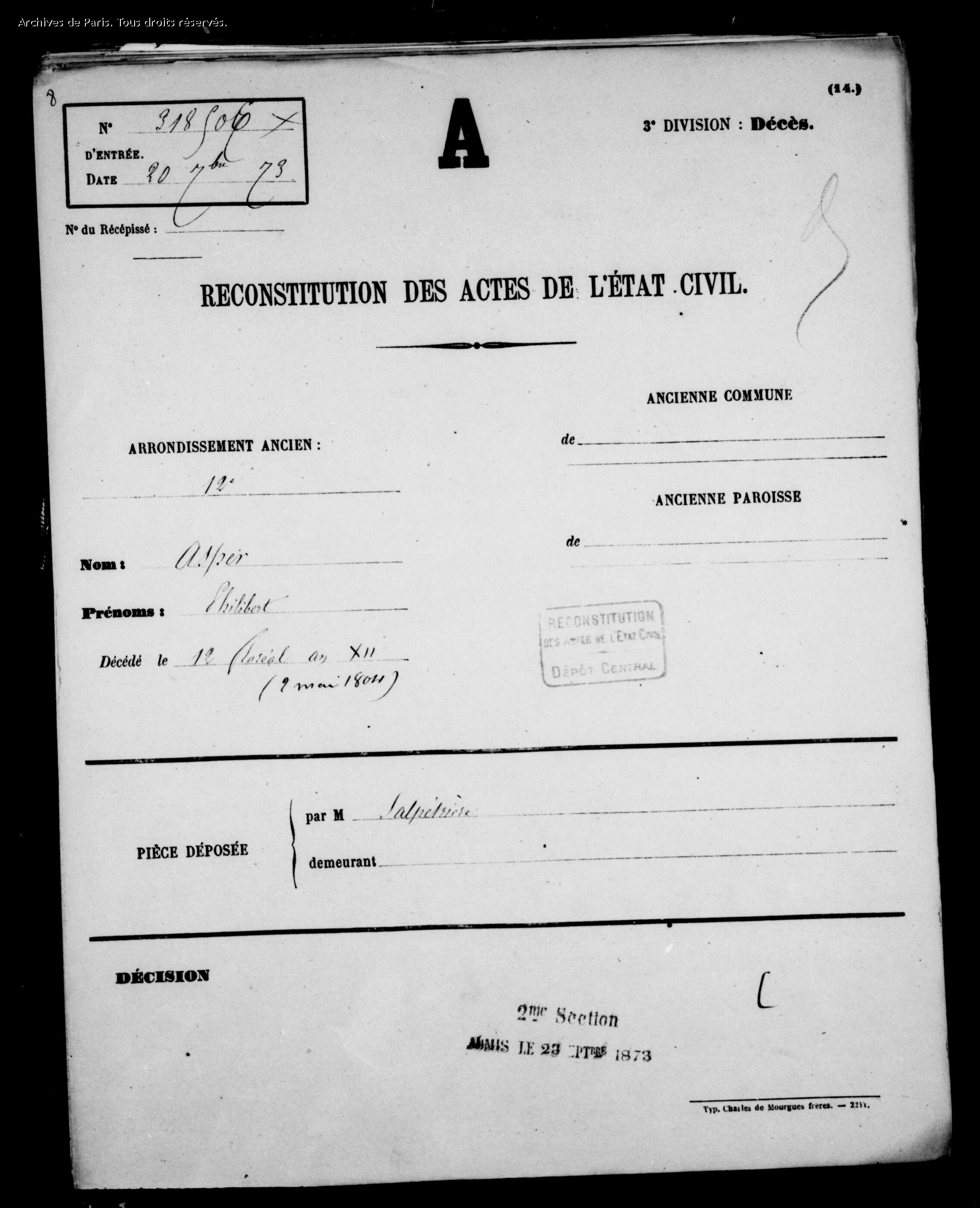
Sous-chemise de l'acte.
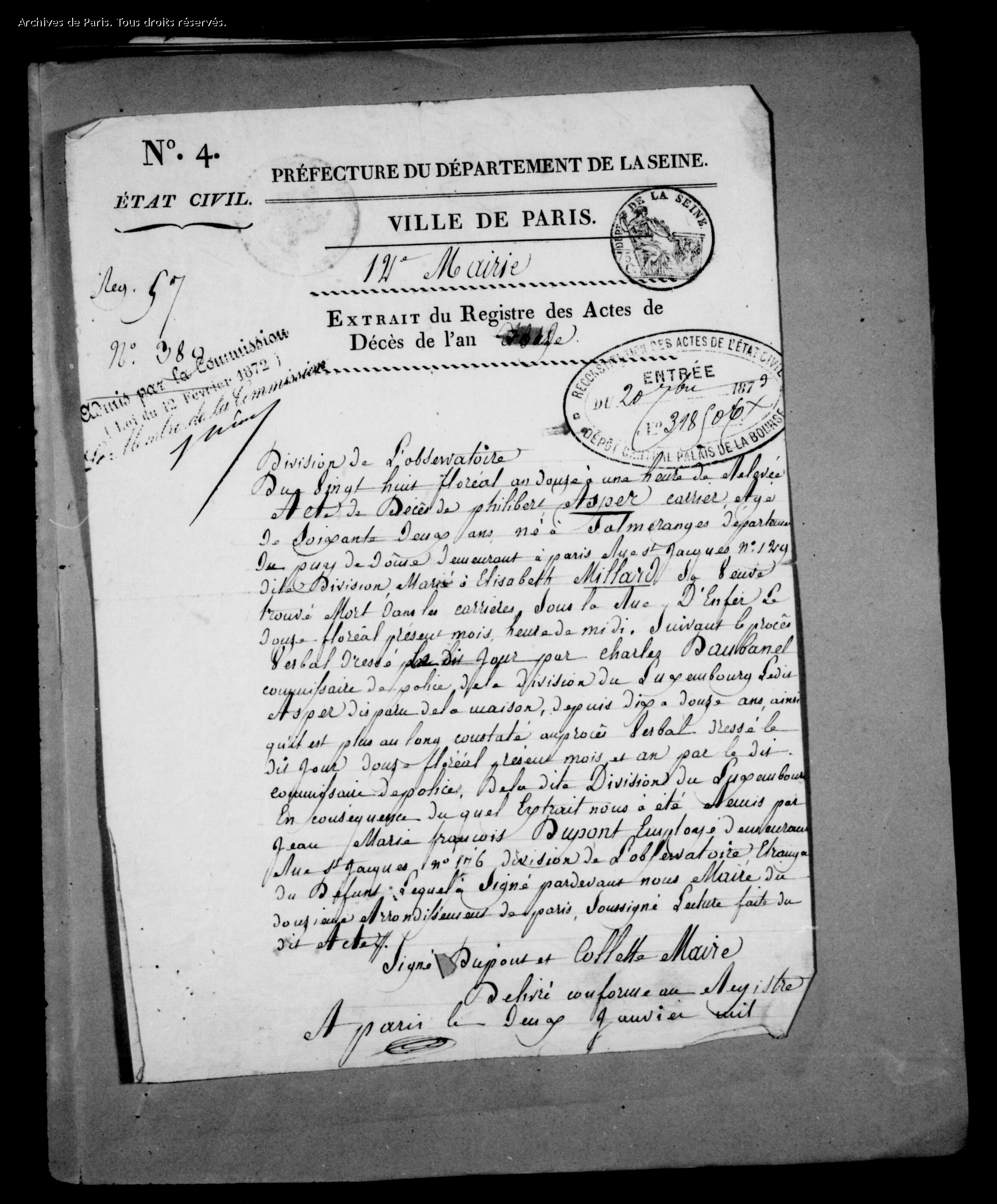
Recto de l'acte.
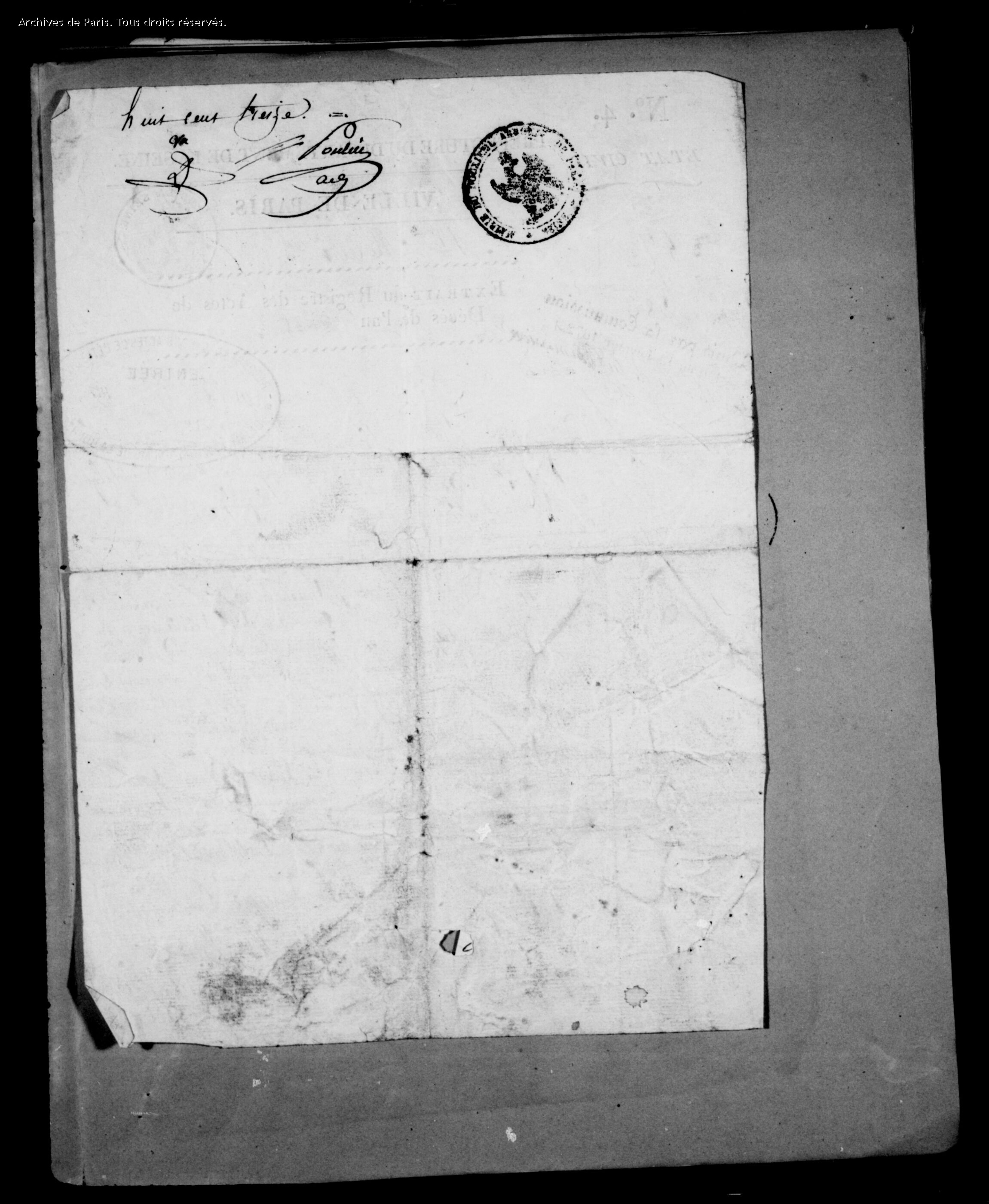
Verso de l'acte.

### Succession
La succession de Philibert Asper est enregistrée sur la table alphabétique du 5e bureau, à la date du 28 floréal an XII (18 mai 1804).
Il laisse pour héritiers Élisabeth Millard, sa veuve, et Jean Marie Joseph Dupont, son ami, domiciliés faubourg Saint-Jacques.

## Controverse
Les actes d'état civil et l'épitaphe concordent sur plusieurs points :
- les deux hommes se prénomment Philibert[g] ;
- la durée de disparition est analogue : 10 à 12 ans dans l'acte de décès, 11 ans selon l'épitaphe ;
- le lieu de découverte du corps est identique : la tombe se trouve sous la rue Henri-Barbusse, ancienne rue d'Enfer mentionnée à l'état civil.

Une controverse porte sur certaines différences :
- patronyme : Aspairt sur l'épitaphe, Asper(t) pour l'état civil. Mais si l'orthographe des noms de famille était jadis fluctuante, la phonétique peut laisser à penser que c'est la même personne. ;
- dates de décès et d'inhumation : l'épitaphe date l'inhumation du 30 avril 1804 quand l'acte d'état civil établit un décès constaté le 18 mai 1804. Cet écart de deux semaines et demie peut provenir d'une conversion erronée de la date du calendrier républicain ;
- profession : selon la tradition orale, Philibert Aspert est portier de l'abbaye du Val-de-Grâce. Or l'acte de décès le dit carrier. Désaffecté le 31 juillet 1793, soit trois mois avant la disparition, l'établissement religieux ne sera converti en hôpital militaire qu'en 1796. Le préposé à la garde du bâtiment a donc vu son emploi s'alléger considérablement. De ce fait, il n'est pas exclu qu'il ait repris son métier d'origine ou cumulé deux activités.